# Последний поезд (фильм, 2003)
«Последний поезд» — российский художественный фильм 2003 года, полнометражный дебют в кино Алексея Германа-младшего. Чёрно-белая картина, действие которой происходит в годы Великой Отечественной войны, рассказывает о немецком враче, прибывшем на фронт и пропавшем без вести во время отступления немцев.

## Сюжет
Морозной зимой тучный военврач Пауль Фишбах поездом прибывает в тыл немецких войск. На вокзале его встречает водитель, который довозит его до места назначения — госпиталя, который, как оказалось, как раз эвакуируется в связи с отступлением. В госпитале остаётся лишь несколько человек, которые ждут, что их заберут оттуда, однако никто не приезжает. Из-за конфликта с молодым врачом Фишбах уходит по заснеженному полю, пытаясь найти дорогу. Он встречает другого немца, служившего почтальоном и также отбившегося от части. Вместе они доходят до леса, где их обстреливают, в результате чего почтальона контузят. Когда он приходит в себя, они продолжают идти.
Они подходят к заброшенной лесной избушке, где находится группа советских подданных — мужчина и несколько женщин-артисток, одна из них тяжело больна. Начальник группы пытается убить немцев из пистолета, но из-за непрерывного кашля не делает этого, и они уходят дальше. Почтальон ложится отдохнуть, а Фишбах идёт дальше и становится свидетелем того, как отходящий немецкий отряд расстреливают партизаны, а затем мимо проходит большой партизанский отряд, включая женщин и детей. Подходит почтальон, он пытается найти выживших среди немцев, но их не осталось. Они возвращаются к избушке, которая за это время уже сожжена, а все находившиеся там убиты. Из-под завала почтальон достаёт умирающую женщину. Фишбах садится рядом с ней на чемодан и берёт за руку. Почтальон накрывает женщину своей шинелью, находит зонт и даёт в руки доктору, а сам отходит. Вскоре он падает замертво. Женщина в агонии умирает. Задремавший Фишбах сидит рядом с ней, держа в руках зонт.
В финальных титрах сообщается, что Фишбах пропал без вести, его тело не было найдено. Семьи у него не было, и со временем стёрлась и какая-либо память о нём.

## В ролях
| Актёр              | Роль                         |
| ------------------ | ---------------------------- |
| Павел Романов      | Пауль Фишбах, доктор         |
| Пётр Меркурьев     | Крейцер, немецкий солдат     |
| Алексей Девотченко | Ральф, немецкий военный врач |
| Александр Тюрин    | Прокопов, партизан           |
| Ирина Ракшина      | Лена                         |
| Марина Раджиева    | Марина                       |
| Наталья Львова     | Наталья                      |
| Олег Фёдоров       | раненый                      |
| Сергей Носатов     | водитель-немец               |
| Александр Ленин    | немецкий офицер в госпитале  |
| Александр Карпухов | санитар                      |
| Сергей Толстов     | санитар                      |
| Илья Мозговой      | убитый немецкий офицер       |
| Константин Смирнов | убитый партизан              |
| Людмила Остроумова | эпизод                       |
| Марина Белкина     | эпизод                       |